# Gro Harlem Brundtland

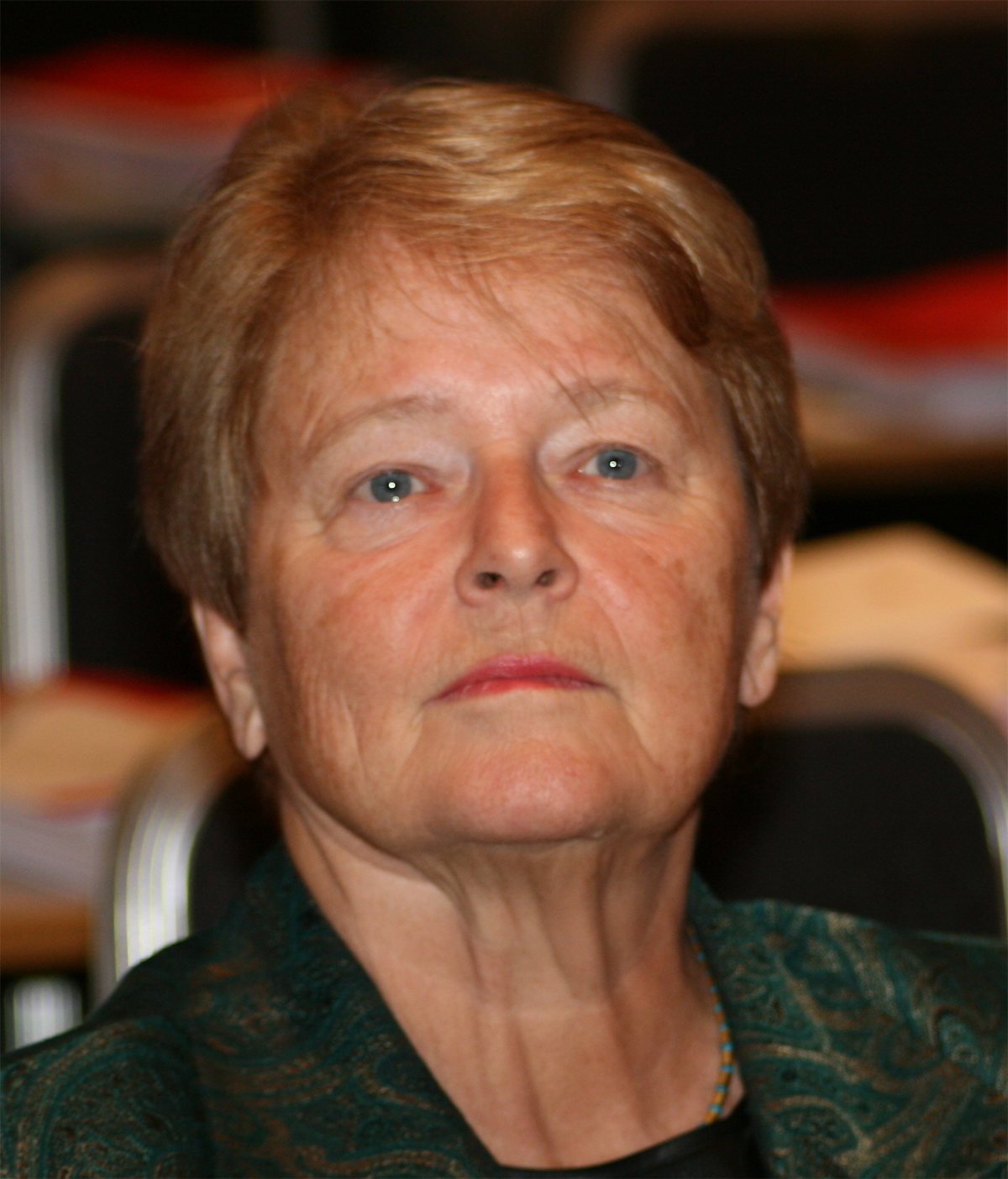
Gro Harlem Brundtland, 2009

Gro Harlem Brundtland (* 20. April 1939 in Bærum als Gro Harlem) ist eine norwegische Politikerin der sozialdemokratischen Partei Arbeiderpartiet (Ap). Sie war von Februar bis Oktober 1981, von Mai 1986 bis Oktober 1989 sowie von November 1990 bis Oktober 1996 Ministerpräsidentin ihres Landes und damit die erste Frau im Ministerpräsidentenamt. Ihrer Partei stand sie von 1981 bis 1992 vor. Bevor sie im September 1974 zur Umweltschutzministerin ernannt und im Jahr darauf zur stellvertretenden Parteivorsitzenden ernannt wurde, war sie als Ärztin tätig. Ihre Amtszeit als Umweltministerin endete im Oktober 1979. In den Jahren von 1977 bis 1997 war sie Abgeordnete im Storting.
Nach ihrer politischen Karriere in Norwegen fungierte sie von 1998 bis 2003 als Generaldirektorin der Weltgesundheitsorganisation (WHO).

## Leben

### Familie und Studium
Brundtland kam als Tochter des Medizinprofessors und Ministers Gudmund Harlem (1917–1988) und der schwedischstämmigen Inga Brynolf (1918–2005) in Bærum zur Welt und wuchs in Oslo auf. Ihre Mutter arbeitete im Sekretariat der Arbeiderpartiet-Fraktion im Storting, dem norwegischen Nationalparlament. Ihre Eltern engagierten sich während der deutschen Besetzung Norwegens während des Zweiten Weltkriegs im Widerstand. Gemeinsam mit ihrem Bruder Erik wurde Gro Harlem Brundtland im Juni 1943 nach Schweden geschickt. Die Eltern flohen im selben Jahr ebenfalls nach Schweden. Die Familie kehrte nach dem Ende des Kriegs zurück nach Norwegen. Brundtlands jüngere Schwester Hanne Harlem wurde später ebenfalls Arbeiderpartiet-Politikerin und war von 2000 bis 2001 norwegische Justizministerin.
Während ihrer Schulzeit wurde Brundtland Mitglied in der damals zur Arbeiderpartiet gehörenden Kinderorganisation Framfylkingen. Sie gehörte zudem zu den Mitgründern der Schülerorganisation Sosialistisk Gymnasiastlag. Nach ihrer Schulzeit, die sie im Jahr 1957 beendete, studierte sie Medizin an der Universität Oslo. In ihrer Zeit als Studentin engagierte sie sich in den beiden politischen Studierendenorganisationen Sosialistisk Studentlag und Arbeiderpartiets Studentlag. Ihr Medizinstudium schloss sie 1963 ab. Im Jahr 1965 schloss sie ihr Public-Health-Studium an der Harvard University mit einem Master ab. Anschließend praktizierte sie in Norwegen einige Jahre als Ärztin. Politisch setzte sie sich zu dieser Zeit für das Recht auf selbstbestimmte Schwangerschaftsabbrüche ein.
Im Jahr 1960 heiratete sie den Politologen Arne Olav Brundtland (1936–2024), mit dem sie vier Kinder hat.

### Umweltschutzministerin
Nachdem Brundtland über zehn Jahre nicht mehr parteipolitisch tätig gewesen war, wurde sie am 6. September 1974 in der Regierung Bratteli II zur Umweltschutzministerin ernannt. Ihre Ernennung galt als überraschend. Im Jahr 1975 wurde Brundtland zur stellvertretenden Parteivorsitzenden gewählt. Sie war die erste Frau in dieser Position. Ab Januar 1976 setzte sie als Umweltschutzministerin in der Regierung Nordli fort. Bei der Parlamentswahl 1977 zog sie für den Wahlkreis Oslo erstmals in das norwegische Nationalparlament, das Storting, ein. Aufgrund ihrer Regierungsmitgliedschaft wurde sie jedoch zu Beginn von ihrer Parteikollegin Sissel Rønbeck vertreten. Brundtlands Zeit als Umweltministerin endete am 8. Oktober 1979. Ihr Nachfolger wurde Rolf Hansen. Brundtland selbst gab über ihr Ausscheiden aus der Regierung später an, dass dies gegen ihren Willen geschah.
Nach ihrer Zeit als Ministerin nahm sie im Oktober 1979 ihre Arbeit im Storting auf, wo sie Mitglied des Finanzausschusses und Sekretärin im Arbeiderpartiet-Fraktionsvorstand wurde. Im Oktober 1980 wurde sie Vorsitzende des Außen- und Konstitutionsausschusses und stellvertretende Fraktionsvorsitzende.

### Regierung Brundtland I
Vor der Parlamentswahl 1981 war die Position der Arbeiderpartiet als stärkste Partei Norwegens laut Umfragen gefährdet. Ende Januar 1981 wurde bekannt, dass Odvar Nordli wegen gesundheitlicher Probleme als Ministerpräsident zurücktreten werde. Am 4. Februar 1981 wurde Brundtland zur neuen Ministerpräsidentin ernannt und sie bildete die Regierung Brundtland I. Mit ihrer Ernennung wurde sie die erste Frau und die bis dahin jüngste Person im Ministerpräsidentenamt. Im April 1981 gab Reiulf Steen, dessen Verhältnis zu Brundtland als angespannt galt, seinen Rücktritt bekannt und Brundtland wurde zur neuen Parteivorsitzenden gewählt. Im selben Monat hatte sie ihr erstes TV-Duell mit dem Høyre-Politiker Kåre Willoch. Die TV-Duelle zwischen Willoch und Brundtland wurden im Laufe der 1980er-Jahre zu prägenden politischen Ereignissen.
Bei der Parlamentswahl im Herbst 1981 verlor ihre Regierung die seit 1973 bestehende Mehrheit von Arbeiderpartiet und Sosialistisk Venstreparti. Die Arbeiderpartiet war bei der Wahl von 42 auf 37 % gefallen, konnte jedoch im Vergleich zu Umfragen aus dem Februar 1981, die sie bei 31 % sahen, Zugewinne erzielen. Nach der Wahl trat die Regierung Brundtland I am 14. Oktober 1981 zurück und Kåre Willoch wurde neuer Ministerpräsident.

### Oppositionsführerin (1981–1986)
Brundtland kehrte nach ihrer Zeit als Ministerpräsidentin ins Storting zurück, wo sie erneut Mitglied im Außenausschuss wurde und den Fraktionsvorsitz übernahm. Ab Dezember 1983 hatte sie den Vorsitz der World Commission on Environment and Development (deutsch auch kurz: Brundtland-Kommission) der Vereinten Nationen inne und entwickelte dort ein weitgefasstes politisches Konzept für Nachhaltige Entwicklung. Der als Brundtland-Bericht bekannte Abschlussbericht mit dem Titel Our Common Future (deutsch Unsere gemeinsame Zukunft) wurde im April 1987 veröffentlicht. Bei der Stortingswahl 1985 erreichte die Arbeiderpartiet ein Ergebnis von 41 %. Kåre Willoch konnte jedoch gestützt auf eine Mehrheit von Høyre, Senterpartiet, Kristelig Folkeparti und Fremskrittspartiet als Ministerpräsident fortsetzen. Brundtland wurde im Storting erneut Fraktionsvorsitzende und verblieb im Außenausschuss.

### Regierung Brundtland II

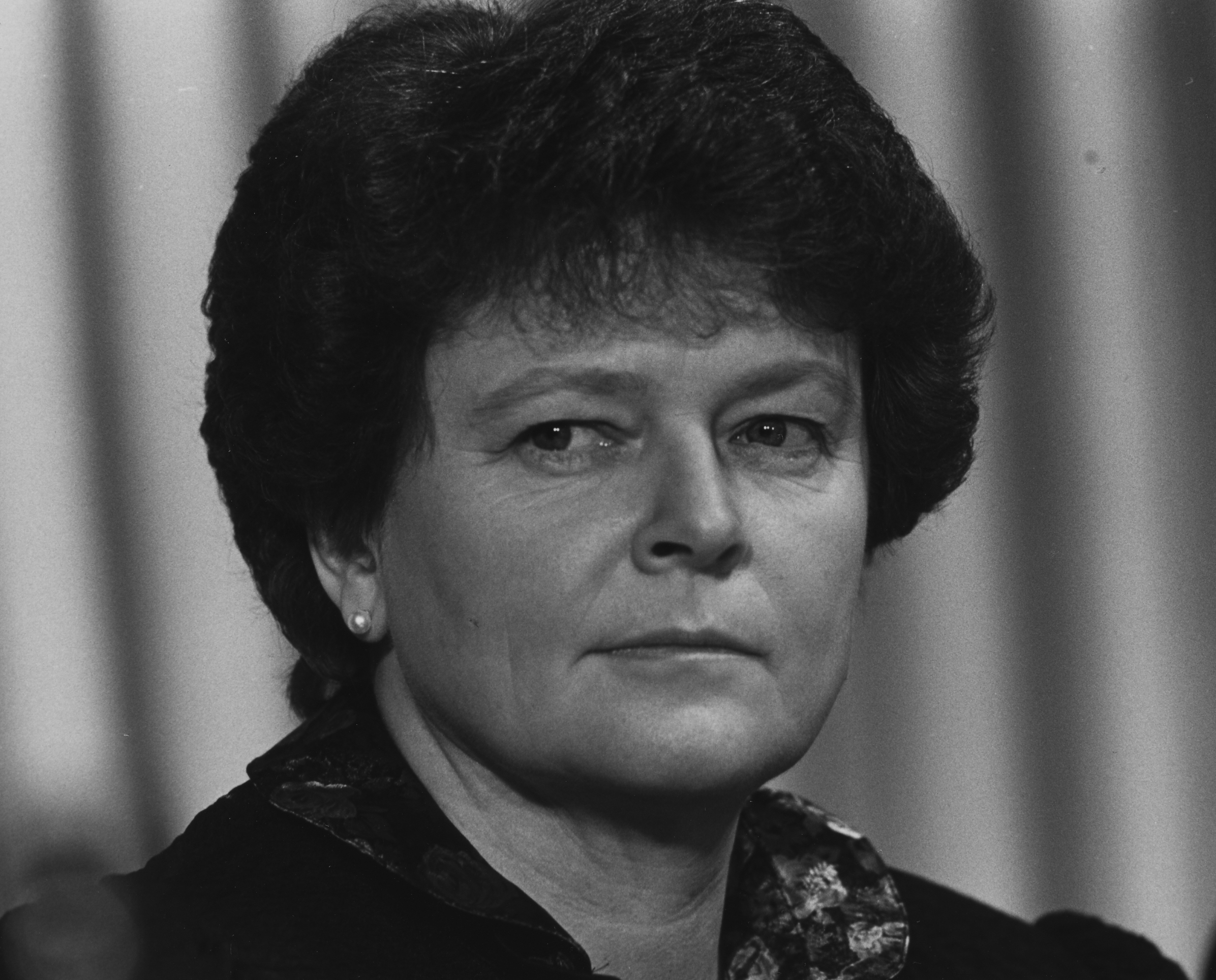
Harlem Brundtland, 1989

Im Frühjahr 1986 legte die Regierung Willoch Gesetze vor, um mit Einsparungen dem Fall des Erdölpreises entgegenzuwirken. Teil des Maßnahmenpakets war die Erhöhung der Benzinabgaben. Das Gesetz konnte im Storting keine Mehrheit erzielen, da es sowohl die Arbeiderpartiet als auch die Fremskrittspartiet ablehnten. Willoch stellte daraufhin im Storting die Vertrauensfrage und unterlag. In der Folge bildete Gro Harlem Brundtland die Regierung Brundtland II, die am 9. Mai 1986 die Regierungsgeschäfte aufnahm. Mit acht Ministerinnen bei insgesamt 18 Mitgliedern war es die bis dahin weiblichste Regierung. Die Arbeit der Minderheitsregierung war vom gefallenen Erdölpreis und hohen Arbeitslosenzahlen geprägt und erzielte schlechte Umfragewerte. Bei der Wahl 1989 hatte die Partei mit 34 % das schlechteste Wahlergebnis seit 1930 und Brundtlands Regierung trat am 16. Oktober 1989 ab. Neuer Ministerpräsident wurde Jan P. Syse von der konservativen Partei Høyre.

### Regierung Brundtland III
Brundtland kehrte nach ihrer zweiten Amtszeit als Ministerpräsidentin im Herbst 1989 wiederum ins Storting zurück. Dort übernahm sie den Vorsitz des Außenausschusses und der Arbeiderparitiet-Fraktion. Die Regierung Syse trat im November 1990 aufgrund von koalitionsinternen Differenzen bezüglich des norwegischen Beitritts zum Europäischen Wirtschaftsraum (EWR) zurück und Brundtland wurde am 3. November 1990 mit der Regierung Brundtland III zum dritten Mal Ministerpräsidentin. Wie bereits in ihrer zweiten Amtszeit führte Brundtland eine Minderheitsregierung an. Mit Unterstützung der Høyre-Partei handelte ihre Regierung den EWR-Beitritt aus. Im November 1992 bestätigte der Parteitag sie mit zwei Dritteln der Stimmen in ihrer Position, dass Norwegen EU-Beitrittsverhandlungen aufnehmen solle. Da ihr jüngster Sohn im Jahr 1992 Suizid begangen hatte, erklärte sie auf dem Parteitag aufgrund privater Gründe ihren Rücktritt als Parteivorsitzende. Ihr Nachfolger wurde Thorbjørn Jagland.
Bei der Stortingswahl 1993 erreichte ihre Partei ein Ergebnis von 36,9 % und die Regierung Brundtland blieb weiter bestehen. Bei der nicht bindenden Volksabstimmung zum EU-Beitritt setzten sich im Jahr 1994 die Gegner des EU-Beitritts knapp durch. Die Regierung brach infolgedessen die Beitrittsgespräche ab.
Am 25. Oktober 1996 gab Brundtland ihren Rücktritt als Ministerpräsidentin bekannt. Ihr folgte ihr Parteikollege Thorbjørn Jagland. Sie beendete daraufhin die bis 1997 andauernde Legislaturperiode im Außenausschuss des Stortings. Bei der Parlamentswahl 1997 kandidierte sie nicht erneut.

### WHO-Generaldirektorin

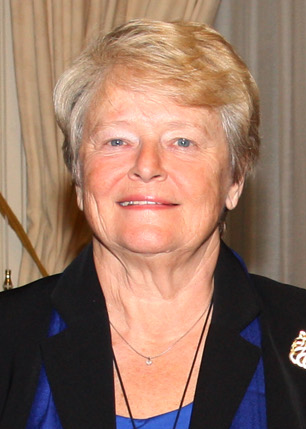
Gro Harlem Brundtland, 2011

Im Mai 1998 wurde sie zur Generaldirektorin der Weltgesundheitsorganisation (WHO) gewählt. Nach der regulären fünfjährigen Amtszeit wurde sie am 21. Juli 2003 von Jong-wook Lee abgelöst. Harlem Brundtland wurde 2003 von der amerikanischen Wissenschaftszeitschrift Scientific American zum Policy Leader of the Year erklärt, weil sie eine weltweite Kampagne gegen die Viruskrankheit SARS koordiniert hatte. Danach bekam sie einen Lehrauftrag an der Harvard University als Health Policy Fellow.
Im Mai 2007 wurde Harlem Brundtland gemeinsam mit Chiles vormaligem Staatspräsidenten Ricardo Lagos und Südkoreas späterem Premierminister Han Seung-soo von UN-Generalsekretär Ban Ki-moon zur Sonderbeauftragten für den Klimawandel berufen.
Sie ist Mitglied der Norwegischen Akademie der Wissenschaften und seit 2009 Ehrenmitglied der Academia Europaea.
Den Terroranschlägen in Norwegen am 22. Juli 2011 sollte auch Harlem Brundtland zum Opfer fallen, sie blieb jedoch unversehrt, weil sie den Tatort Utøya kurz zuvor verlassen hatte. Harlem Brundtland lebt in Nizza und Norwegen.
Bei den Kommunalwahlen 2023 zog sie über den letzten Listenplatz aufgrund der vielen Personenstimmen in den Stadtrat von Oslo ein. Im Dezember 2024 wurde sie aus gesundheitlichen Gründen für den Rest der Legislaturperiode freigestellt.

### Mitglied von The Elders
Gro Harlem Brundtland ist seit der Gründung 2007 Mitglied des Zusammenschlusses von herausragenden ehemaligen Staatsmännern und -frauen, Friedensaktivisten, Menschenrechtlern sowie prominenten Intellektuellen The Elders, der 2007 von Nelson Mandela auf Initiative von Peter Gabriel und Richard Branson gegründet wurde. Ziel der Gruppe ist es, die Erfahrung, die Beziehungen und den öffentlichen Einfluss der Mitglieder zur Lösung globaler Probleme einzusetzen. Von 2013 bis 2018 war Harlem Brundtland eine der beiden stellvertretenden Vorsitzenden der Elders. Dort engagiert sie sich u. a. gegen Kinderheirat. Harlem Brundtland unterstützt die Global-Zero-Bewegung, welche die weltweite Abschaffung aller Nuklearwaffen anstrebt.

## Trivia
In dem Oscar-nominierten norwegischen Spielfilm Elling nach der Romanvorlage von Ingvar Ambjørnsen erweist sich die Hauptfigur als glühender Verehrer der „Landesmutter“ Harlem Brundtland. In der norwegischen Serie Powerplay – Smart Girls Go for President steht im Mittelpunkt der politische Aufstieg Gro Harlem Brundtlands; sie hatte in der männerdominierten Politik einen schweren Stand. Brundtland wird in der Serie von Kathrine Thorborg Johansen verkörpert. Die Serie wurde ab Ende 2023 im NDR ausgestrahlt.

## Ehrungen
- 1988 Indira Gandhi Peace Prize der indischen Regierung
- 1991 Dag-Hammarskjöld-Ehrenmedaille der Deutschen Gesellschaft für die Vereinten Nationen (DGVN)
- 1994 Karlspreis der Stadt Aachen
- 2002 Four Freedoms Award, in der Kategorie Freiheit von Not
- 2002 Mitglied der American Philosophical Society[14]
- 2013 ging der Ehrenpreis des Deutschen Nachhaltigkeitspreises an „die Initiatorin des globalen Nachhaltigkeitsdialoges Dr. Gro Harlem Brundtland“.
- 2013 Weltwirtschaftlicher Preis
- 2014 Tang Prize für Nachhaltige Entwicklung
- 2016 Ehrenmitglied der Norsk Kvinnesaksforening (Norwegische Frauenrechtsvereinigung)